# Ак-Мечетське озеро
Ак-Мече́тське озеро (крим. Aqmeçit gölü) — прісне озеро в Євпаторійському районі. Площа — 0,15 км². Тип загальної мінералізації — прісне. Група гідрологічного режиму — безстічне.

## Географія
Входить в Тарханкутську групу озер. Довжина — 0,4 км. Ширина: середня — 0,3 км. Глибина: середня — 0,4 м, найбільша — 0,75 м. Використовується для рекреації.
Озеро розташоване в межах житлової забудови смт Чорноморське (на схід вул. Озерна і північніше Паркової) і відокремлене від Вузької бухти перешийком. Має витягнуту форму у напрямку з півночі на південь, на південь звужується.
З півдня в озеро впадає сухоріччя балки Кель-Шейх. Береги заболочені, пологі.
Ак-Мечетське озеро, поряд з Лиманом, забезпечено живленням за рахунок поверхневого і підземного стоку більше інших, причому рівень їх може підвищуватися настільки, що відбувається перелив води в море. Є єдиним прісним озером в Тарханкутській групі озер, оскільки рівень його завжди вище рівня моря й води озера фільтруються через пересип в море, тоді як в інших озерах відбувається зворотня реакція.
Середньорічна кількість опадів — менше 350 мм. Живлення: поверхневі і підземні води Причорноморського артезіанського басейну.